# Arista Records
Arista Records – amerykańska wytwórnia płytowa założona w 1974 roku przez Clive’a Davisa. Przestała istnieć w 2011 roku, a jej funkcje przejęło RCA Records. Wytwórnia jest własnością Sony Music Entertainment.
Arista Records wydawała płyty między innymi takich artystów jak: Avril Lavigne, Whitney Houston, TLC, Blu Cantrell, Carlos Santana, Carrie Underwood, Dido, Carly Simon, Eros Ramazzotti, Gigi D’Agostino, Outkast, P!nk, T.I., Usher czy Westlife. Arista wznowiła działalność w lipcu 2018. Dyrektorem został David Massey. Od lutego 2019 roku Arista zawiązała umowę wydawniczą z Louisem Tomlinsonem, będącym obecnie najważniejszym klientem.